# Dubois – Steinitz, London 1862
In der Schachpartie Dubois – Steinitz, London 1862 führt Schwarz einen erfolgreichen Gegenangriff gegen die weiße Rochadestellung durch. Das Spiel wurde 1862 im Turnier von London zwischen dem damals führenden italienischen Meister Serafino Dubois und dem späteren ersten Schachweltmeister Wilhelm Steinitz ausgetragen. Eine hypothetische Variante der Partie enthält eine Eröffnungsfalle, mit deren Hilfe es Schwarz in mehreren späteren Partien gelang, unter Damenopfer mattzusetzen.

## Verlauf
Der Verlauf der Partie ist in verschiedenen Versionen veröffentlicht worden. Folgende Zugfolge und die zitierten Anmerkungen stammen aus der deutschsprachigen Ausgabe des Turnierbuches von 1864:
|   | a | b | c | d | e | f | g | h |   |
| 8 |   |   |   |   |   |   |   |   | 8 |
| 7 |   |   |   |   |   |   |   |   | 7 |
| 6 |   |   |   |   |   |   |   |   | 6 |
| 5 |   |   |   |   |   |   |   |   | 5 |
| 4 |   |   |   |   |   |   |   |   | 4 |
| 3 |   |   |   |   |   |   |   |   | 3 |
| 2 |   |   |   |   |   |   |   |   | 2 |
| 1 |   |   |   |   |   |   |   |   | 1 |
|   | a | b | c | d | e | f | g | h |   |

Stellung nach 17. b2–b4
1. e2–e4 e7–e5 2. Sg1–f3 Sb8–c6 3. Lf1–c4 Lf8–c5 4. 0–0 Die Pianissimo-Variante der Italienischen Partie, (ECO-Code C50).
4. … Sg8–f6 5. d2–d3 Mit 5. d2–d4 kann Weiß das Spiel in das scharfe Italienische Gambit oder den Max-Lange-Angriff überleiten.
 5. … d7–d6 6. Lc1–g5 Dieser Aufbau des Weißen, 6. Lc1–g5 mit der kurzen Rochade zu kombinieren gilt mittlerweile als harmlos. Eine nachhaltige Methode bildet dieser Läuferzug demgegenüber in der Canal-Variante 4. d2–d3 Sg8–f6 5. Sb1–c3 d7–d6 6. Lc1–g5.
6. … h7–h6 7. Lg5–h4 Sicherer ist der Abtausch 7. Lg5xf6.
7. … g7–g5 Die mit den Zügen 7. … g7–g5 und 8. … h6–h5 eingeleitete direkte Bauernwalze stellte damals ein neues Spielkonzept dar. Noch im Londoner Turnier 1861 hatte Louis Paulsen mit Schwarz gegen Ignaz von Kolisch stattdessen 7. … Lc8–g4 bevorzugt. Von Kolisch konnte diese Partie in 34 Zügen gewinnen.
8. Lh4–g3 h6–h5 9. h2–h4 „Auf Sf3 n. g5 antwortet Schwarz h5–h4.“
9. … Lc8–g4 10. c2–c3 „Auf h4 n. g5 wäre h5–h4 gefolgt.“
10. … Dd8–d7 11. d3–d4 e5xd4 12. e4–e5 d6xe5 13. Lg3xe5 Sc6xe5 14. Sf3xe5 Dd7–f5 15. Se5xg4 h5xg4 16. Lc4–d3 Df5–d5 17. b2–b4 (Diagramm)
17. … 0–0–0 „Schwarz giebt hier mit Vortheil eine Figur preis.“
18. c3–c4 Dd5–c6 19. b4xc5 Th8xh4 20. f2–f3 Td8–h8 21. f3xg4 Dc6–e8 (Diagramm)
22. Dd1–e2 De8–e3+ 23. De2xe3 d4xe3 24. g2–g3 Th4–h1+ 25. Kg1–g2 Th8–h2+ 26. Kg2–f3 Th1xf1+ 27. Ld3xf1 Th2–f2+ 28. Kf3xe3 Tf2xf1 [Das Turnierbuch schreibt 28. … Tf2–f1.] 29. a2–a4 Kc8–d7 30. Ke3–d3 Sf6xg4 31. Kd3–c3 Sg4–e3 32. Ta1–a2 Tf1xb1 33. Ta2–d2+ Kd7–c6 34. Td2–e2 Tb1–c1+ 35. Kc3–d2 Tc1–c2+ [Das Turnierbuch gibt hier fehlerhaft 35. … Kc1–c2+ an.] 36. Kd2xe3 Tc2xe2+ 37. Ke3xe2 f7–f5 „Weiss giebt die Partie auf.“

## Der 22. Zug
|   | a | b | c | d | e | f | g | h |   |
| 8 |   |   |   |   |   |   |   |   | 8 |
| 7 |   |   |   |   |   |   |   |   | 7 |
| 6 |   |   |   |   |   |   |   |   | 6 |
| 5 |   |   |   |   |   |   |   |   | 5 |
| 4 |   |   |   |   |   |   |   |   | 4 |
| 3 |   |   |   |   |   |   |   |   | 3 |
| 2 |   |   |   |   |   |   |   |   | 2 |
| 1 |   |   |   |   |   |   |   |   | 1 |
|   | a | b | c | d | e | f | g | h |   |

Stellung nach 21. … Dc6–e8
Weiß hätte mit 22. Ld3–f5+ Kc8–b8 23. Tf1–e1 eine gute Stellung erhalten können, während Schwarz nach 22. Dd1–e1 mit 22. … Th4–h1+ 23. Kg1–f2 Th1xf1+ 24. Ld3xf1 Sf6xg4+ sofort gewinnt. Auf diese Variante wies der Amateurspieler W. F. Streeter im American Chess Bulletin (Februar 1933, S. 33.) hin. 22. Ld3–f5+ hatte Siegbert Tarrasch bereits 1897 in der Deutschen Schachzeitung erwähnt.
Nach Auskunft von István Bilek wird der 22. weiße Zug der Partie Dubois – Steinitz in beinahe allen Büchern falsch als Dd1–e1 wiedergegeben. Er verweist hierzu auf Schachbücher von Savielly Tartakower, Richard Réti: Meister des Schachbretts, Max Euwe: Steinitz bis Fischer, Albéric O’Kelly de Galway: Beurteilen und verbessern Sie Ihr Schach, Ludwig Bachmann, einen Artikel von Eero Böök und russische Autoren. Nur in einem Buch von Wildhagen sei der richtige Zug angegeben, welcher sich auch in dem Turnierbuch London 1862 findet. Bilek vermutet einen Druckfehler in Rétis Buch als ursprüngliche Ursache. Tatsächlich findet sich der falsche Zug bereits in der Schachzeitung von 1862 auf Seite 282. Auch Bent Larsen fiel der Fehler bei seiner Partieanalyse in der Zeitschrift Inside Chess (März 1989, S. 28–30.) nicht auf.
Aufgrund des Abtausches der Damen im folgenden 23. Zug geht die Notation wieder in die richtige Partie über.

## Folgen der Partie
Von seinen ausgetragenen Partien verlor Dubois in dem Turnier nur die beiden gegen Steinitz und Adolf Anderssen, während er gegen Louis Paulsen gewinnen konnte. Aufgrund gesundheitlicher Probleme musste er allerdings die Punkte gegen George Alcock MacDonnell und John Owen kampflos abgeben und kam hinter Anderssen, Paulsen und Owen und punktgleich mit MacDonnell auf den vierten bis fünften Platz. Da MacDonnell weniger kampflos gewonnene Punkte zu verzeichnen hatte, wurde ihm der vierte Preis zugesprochen, und Dubois erhielt somit den fünften Preis. Steinitz belegte den sechsten Platz.
Im Anschluss an das Turnier wurde Dubois 1862 von Steinitz zu einem Match in London herausgefordert, welches Steinitz mit +5 =1 −3 gewinnen konnte.

## Partie Knorre – Tschigorin
|   | a | b | c | d | e | f | g | h |   |
| 8 |   |   |   |   |   |   |   |   | 8 |
| 7 |   |   |   |   |   |   |   |   | 7 |
| 6 |   |   |   |   |   |   |   |   | 6 |
| 5 |   |   |   |   |   |   |   |   | 5 |
| 4 |   |   |   |   |   |   |   |   | 4 |
| 3 |   |   |   |   |   |   |   |   | 3 |
| 2 |   |   |   |   |   |   |   |   | 2 |
| 1 |   |   |   |   |   |   |   |   | 1 |
|   | a | b | c | d | e | f | g | h |   |

Stellung nach 12. … Sc6–d4
Die Partie zwischen dem Astronomen und Schachexperten Viktor Knorre und dem zukünftigen Weltklassespieler Michail Iwanowitsch Tschigorin, Sankt Petersburg 1874 verlief in den acht ersten Zügen wie Dubois – Steinitz. Dann folgte:
9. Sf3xg5 Weiß schlägt den angebotenen Bauern g5, und erlaubt dem Bauer h5, seinen Vorstoß fortzusetzen.
9. … h5–h4 Schwarz lässt die Gabel auf f7 zu.
10. Sg5xf7 h4xg3 Schwarz opfert die Dame. 10. … Dd8–e7 11. Sf7xh8 h4xg3 12. h2xg3 De7–h7 droht Sf6–g4
11. Sf7xd8 Lc8–g4 12. Dd1–d2 Sc6–d4 (Diagramm)
13. Sb1–c3 Die einzige Möglichkeit bestand in 13. h2–h3 Sd4–e2+ 14. Dd2xe2 (nicht 14. Kg1–h1?? Th8xh3+ 15. g2xh3 Lg4–f3#) Lg4xe2 15. Sd8–e6 mit Gegenspiel für Weiß.
13. … Sd4–f3+ 14. g2xf3 Lg4xf3 0:1. Das Matt durch den Bauer g3 oder den Turm h8 ist unvermeidlich.
Diese Partie ist erstmals im Jahr 1877 veröffentlicht worden.
Sie ist laut István Bilek insofern keine eigenständige „Schöpfung“ Tschigorins, als Steinitz die Variante bereits zuvor in seinen Anmerkungen publiziert hatte.
In der Folgezeit haben Spieler als Schwarze bis in die Gegenwart hinein mit Hilfe dieser Zugfolge in einer Reihe von Turnierpartien schnelle Siege erringen können.